# دهستان وحدت (لنده)
دهستان وحدت، یکی از دهستان‌های بخش موگرمون شهرستان لنده در استان کهگیلویه و بویراحمد ایران است. مرکز این دهستان، روستای وحدت‌آباد موگرمون است.

## جمعیت
بر پایه سرشماری عمومی نفوس و مسکن در سال ۱۳۹۵، جمعیت دهستان وحدت برابر با ۸۶۴ نفر بوده‌است.